# Homoljac
Homoljac is een plaats in de gemeente Plitvička Jezera in de Kroatische provincie Lika-Senj. De plaats telt 16 inwoners (2001).